# Tatort: Auf offener Straße
Auf offener Straße ist die 4. Folge der Fernsehreihe Tatort. Die Erstausstrahlung der vom Süddeutschen Rundfunk produzierten Folge erfolgte am 7. Februar 1971 im Ersten der ARD. Für Kriminalhauptkommissar Eugen Lutz (Werner Schumacher) ist es sein erster Fall. Ein Mann wird auf offener Straße niedergestochen, der Täter flüchtet.

## Handlung
„Gegen 22.30 Uhr wurde der 32-jährige Kaufmann Joachim Fehrlein beim Spielplatz von einem noch unbekannten Mann niedergestochen. Aufgrund von Zeugenaussagen handelt es sich bei dem Täter um einen etwa 24-jährigen Mann in einer Lederhose mit kurzgeschnittenem Haar. Der Täter ist flüchtig.“ Diese Suchmeldung wird von der Polizei herausgegeben.
Einige Zeit zuvor: Der Matrose Walter Hubert hat ein Streitgespräch mit seinem Kollegen Albert. Er erklärt ihm, dass er die Milly heute aus der Cha-Cha-Cha-Bar herausholen werde. Sie sei sein Mädchen. Im Hafen von Mannheim macht sein Schiff fest. Nachdem Huberts Vorgesetzter ihm seinen Lohn ausgezahlt hat, macht er sich fein und verlässt den Kahn. Bevor er zu Milly geht, schießt er in einem Fotoautomaten noch Bilder von sich und kauft ein silbernes Armband mit Anker. Nachdem er in einer Kneipe noch ein Bier getrunken und sich mit der Bedienung Hanna unterhalten hat, macht er sich auf zur Cha-Cha-Cha-Bar. 
Als Milly an seinen Tisch kommt, überreicht er ihr das eingepackte Armband. Ihre Reaktion darauf ist nur lauwarm. Als er ihr dann noch sein Foto schenkt, meint sie leichthin, das sei ja wie Weihnachten und holt sich erneut ein Getränk auf seine Kosten. „Der soll mal was anderes trinken als nur Cola“, wird sie an der Theke von der Chefin der Bar angewiesen. Als Hubert Milly von seinen Plänen erzählt und dass er für sie sorgen könne und sie dann nicht mehr in der Bar arbeiten müsse, fragt sie ihn nur, wie er sich das vorstelle. Ein weiteres Getränk will er ihr aber nicht spendieren. Daraufhin wird sie zu anderen männlichen Gästen abkommandiert. Hubert muss ihrem Treiben tatenlos zusehen. Um Milly nahe sein zu können, spendiert er dann doch wieder Drinks. Gegen Morgen begibt er sich nach draußen und wartet dort, bis die Mädchen die Bar verlassen. Als er mit Milly gehen will, lässt sie ihn abfahren, heute habe sie keine Lust. Enttäuscht und vorwurfsvoll meint er, er habe über 200 Mark für sie und ihre Freundinnen in der Bar bezahlt. Damit habe er noch lange kein Recht an ihr erkauft, weist Milly ihn zurück. Er solle morgen wiederkommen. Dann steigt sie zu ihren Freundinnen ins Auto. Wütend und enttäuscht schlägt Hubert kurz darauf eine Schaufensterscheibe ein, hinter der sich diverse Messer befinden, greift sich eins und rennt davon. Ziellos streift er dann durch die nächtlichen Straßen. Schließlich legt er sich in einem Bahnhofswartesaal auf die harte Bank und schläft ein. 
Am nächsten Morgen streift er wiederum durch Mannheim, bis die Bar öffnet. Als er vom Geschäftsführer Menges nach seinen Wünschen gefragt wird, verlangt er nach Milly. Da er kein Geld mehr hat, bittet er Milly, ihm zu helfen, damit er bleiben könne. Sie bestellt daraufhin eine Cola für ihn und einen Pernod für sich. Ihrer Kollegin erzählt Milly kurz darauf, dass Hubert kein Geld mehr habe und dass er sie heiraten wolle. Das sei einer von den Typen, die einer Frau zu Weihnachten eine Waschmaschine schenken würden und auch noch glaubten, man freue sich darüber. Als Millys Chefin erfährt, dass Hubert pleite ist, weist sie ihn aus der Bar. Wütend wie er ist, versetzt er dem kleinen Hund eines älteren Ehepaares einen Tritt. Als das Ehepaar ihn beschimpft, zückt er sein Messer, läuft dann aber davon, als die Frau laut um Hilfe ruft. Ein junger Mann setzt ihm nach und will ihn festhalten, woraufhin Hubert zusticht. Der Mann sinkt zu Boden. Die Polizei wird gerufen. Kurz darauf trifft auch Kriminalhauptkommissar Lutz ein, fragt nach Zeugen und gibt weitere Anweisungen. Er selbst fährt ins Krankenhaus, während sein Kollege Schroth die Zeugen des Vorfalls befragen soll. In der Klinik wird Lutz vom Arzt unterrichtet, dass der Mann kurz nach seiner Einlieferung seinen Verletzungen erlegen ist, ohne noch einmal das Bewusstsein erlangt zu haben.
Wieder treibt es Hubert in die Bar zu Milly. Er müsse sie dringend sprechen, bedeutet er der jungen Frau. Er solle später auf sie warten, vertröstet sie ihn. Inzwischen muss Kommissar Lutz Frau Fehrlein die Nachricht vom Tod ihres Mannes überbringen. Da man am Tatort eine Rechnung, die den Aufdruck „Ecklbaum-Bier“ trägt und über 210,50 DM lautet, und einen Knopf gefunden hat, suchen Lutz und Schroth diverse Lokale auf und landen schließlich in der Cha-Cha-Cha-Bar. Dort werden sie von Milly bedient. Menges kommt hinzu und wird gefragt, ob er sich an einen Gast von gestern Abend mit einer entsprechend hohen Rechnung erinnern könne. Lutz gibt sich als Polizist zu erkennen und erzählt, was passiert ist. Menges und die Mädchen negieren jede seiner Fragen. Als Hubert kurz darauf wiederum in der Bar erscheint, wird ihm von Milly bedeutet, dass er nicht auf sie zu warten brauche, er wisse doch selbst, was los sei. Er solle sie bloß in Ruhe lassen. 
Aus seinem Versteck heraus beobachtet Hubert etwas später, wie Milly mit zwei Streifenpolizisten spricht. In der Annahme, dass sie ihn verraten hat, geht er zur Polizei, legt das Messer auf den Tisch und antwortet, auf die Frage, was er damit gemacht habe, er sei doch der, der damit zugestochen habe. Sie wüssten doch sowieso schon alles von der Milly. Kommissar Lutz erzählt er kurz darauf, dass er Milly habe heiraten wollen. Sie habe ihn blechen lassen und dann ausgelacht und stehen lassen. Er habe solche Wut in sich gehabt, aber totstechen habe er den Mann nicht wollen. Wenn die Milly ihn nicht verraten hätte, hätte er sich auch nicht gestellt.
Von Lutz erfährt er, dass Milly ihn überhaupt nicht angezeigt hat, sondern die Polizisten auf einen Taxifahrer aufmerksam machte, der sie vor einigen Tagen belästigt hatte.

## Produktion und Einschaltquote
Dieser vierte Tatort dauerte nur 69:19 Minuten, und Lutz selbst kam bei seinem ersten Fall erst nach 42 Minuten zum Einsatz. Die Produktionsleitung lag bei Werner Sommer und Karl-Heinz Tischendorf. Im Film laufen in der Bar im Hintergrund Schlager der damaligen Zeit. Im Rahmen der Filmmusik zu hören ist der damalige Hit Gina mit dem roten Haar von Sänger Ray Miller.
Bei der Erstausstrahlung erreichte die Folge 17,9 Millionen Zuschauer (ohne DDR), was einem Marktanteil von 59 % entsprach.